# Kamieniołom łupków Ménez-Trémez
Kamieniołom łupków Ménez-Trémez – francuski kamieniołom otwarty w 1875 roku. W 2014 roku został wpisany do rejestru zabytków.

## Lokalizacja
Kamieniołom zlokalizowany jest w Ménez-Trémez, w miejscowości Plévin, w departamencie Côtes-d’Armor, w regionie Bretania.
Kamieniołom łupków Ménez-Trémez składa się z dwóch dużych wyrobisk, które są nadal w użyciu. Wybudowany tu został niewielki budynek, który pełni funkcję schronu oraz magazynu łupków. Teren otoczony jest odpadami łupkowymi, z których część jest porośnięta roślinnością. Pochodzą one prawdopodobnie z początków eksploatacji.

## Opis
W 1875 roku rozpoczęto eksploatację złoża granitu. Po pewnym czasie prace zostały przerwane a wykopy zasypane. W 1885 roku Jean Quéret wznowił wydobycie granitu i produkcję łupków. Stanowisko wydobycia znajdowało się w połowie wysokości zbocza i tworzyło rodzaj jaskini. Ze względu na nieprzestrzeganie zasad bezpieczeństwa, na wniosek burmistrza miasta Plévin, służba górnicza zamknęła kamieniołom.
W 1947 roku powstał 16 metrowy szyb, a w miejscu zwanym Roz-an-Goff powstał kolejny, 10 metrowy szyb. W 1964 roku kamieniołom przejął Georges Guillou. Firma Ardoisières de Plévin wytwarzała rustykalne łupki. Kamieniołom nadal funkcjonuje pod nazwą „Ardoise rustic de Bretagne”.